# لامين فومبا
لامين فومبا (بالفرنسية: Lamine Fomba)‏ (26 يناير 1998 في فرنسا - ) هو لاعب كرة قدم فرنسي في مركز الوسط.

## روابط خارجية
- لامين فومبا على موقع رابطة كرة القدم الفرنسية للمحترفين (الإنجليزية)
- لامين فومبا على موقع قاعدة بيانات كرة القدم.إي يو (الإنجليزية)
- لامين فومبا على موقع ليكيب (الفرنسية)
- لامين فومبا على موقع Soccerway.com (الإنجليزية)